# 小行星5458
小行星5458（5458 Aizman）是一颗绕太阳运转的小行星，为主小行星带小行星。该小行星于1980年10月10日发现。

## 轨道参数
小行星5458的轨道半长轴为3.1724539 UA，离心率为0.028。